# 香川県教育委員会
香川県教育委員会（かがわけんきょういくいいんかい）は、香川県の教育委員会である。

## 概要
香川県内の教育に関する事務を所掌する行政委員会であり、6人の委員で構成される。2022年3月現在の教育長は、工代祐司。近年は、学力向上、高校改革などの教育改革に取り組んでいる。
広義では執行機関である教育委員会事務局を含めて、教育委員会と呼ぶこともある。

## 組織
- 総務課
- 義務教育課
- 高校教育課
- 特別支援教育課
- 保健体育課
- 生涯学習・文化財課
- 人権・同和教育課
- 健康福利課

## 所在地
香川県教育委員会総務課
- 〒760-8582　香川県高松市天神前6番1号

## 市町村教育委員会
- 高松市教育委員会